# Баллард, Ридер
Ридер Баллард (англ. Reader William Bullard; 5 декабря 1885 — 24 мая 1976) — британский дипломат.
Родился в семье лондонского докера.
С 1930 года — генеральный консул Великобритании в Москве, в 1931—1934 годах — в Ленинграде.
В 1936—1939 годах — посланник Великобритании в Саудовской Аравии.
С 1942 года — посланник, в 1943—1946 годах — посол Великобритании в Иране.
Его сыновья Гил (Джайлс Баллард; 1926—1992) и Юлиан (Джулиан Баллард; 1928—2006) также были дипломатами.